# Krrish 3
Krrish 3 è un film del 2013 diretto da Rakesh Roshan.
La pellicola di Bollywood è la terza parte della saga iniziata col film Koi... Mil Gaya nel 2003, ed è il sequel di Krrish, secondo capitolo uscito nel 2006. Tra i suoi principali interpreti figurano Hrithik Roshan e Priyanka Chopra e vi è poi la comparsa speciale di Rekha.

## Trama
Lo scienziato Rohit vive con il figlio Krishna, detto "Krrish", che fa il giornalista, quando non deve trasformarsi in supereroe. Il padre sta lavorando a un esperimento per portare in vita i tessuti morti, e il figlio non riesce ad aiutarlo. Viene a sapere di un potente virus che sta contagiando la popolazione e così chiama il dottor Shetty.
Presto i due scoprono qualcosa di losco e sono bloccati dal mutante Kaya che lavora per il perfido Kaal,  che ha progettato il virus. Krrish interviene nei panni di supereroe e giunto nel covo, scopre che il terribile Kaal è suo fratello nascosto.

## Produzione
Il budget della pellicola è stato di circa 311 milioni di rupie indiane, equivalenti a circa 4 milioni di Euro.
Le riprese del film sono iniziate il 1º dicembre 2011 con gli attori principali, escluso il protagonista Hrithik Roshan, fuori per un infortunio alla schiena. Le riprese sono state interrotte successivamente per un infortunio accorso all'attrice Shaurya Chauhan, mentre girava una scena nella città di Hyderabad.

## Distribuzione
Il primo trailer del film viene diffuso online tramite il canale ufficiale YouTube del film il 5 agosto 2013.
La pellicola è stata distribuita nelle sale cinematografiche indiane a partire dal 4 novembre 2013, dopo la festa del Diwali.